# Site paléolithique du Rozel
Pour les articles homonymes, voir Rozel.
Le site paléolithique du Rozel, aussi appelé site du Pou, est un site préhistorique situé sur la commune du Rozel, dans le département de la Manche, en Normandie.
Le site, composé de plusieurs niveaux de sol d'occupation néandertalienne, est daté d'environ 80 000 ans. Il a révélé des traces d'occupation dont les vestiges sont très bien conservés, notamment de nombreuses empreintes de pas et de mains, ainsi que de pattes d'animaux, qui en font un site exceptionnel pour la connaissance de cette espèce éteinte du genre Homo au Paléolithique moyen récent.

## Localisation

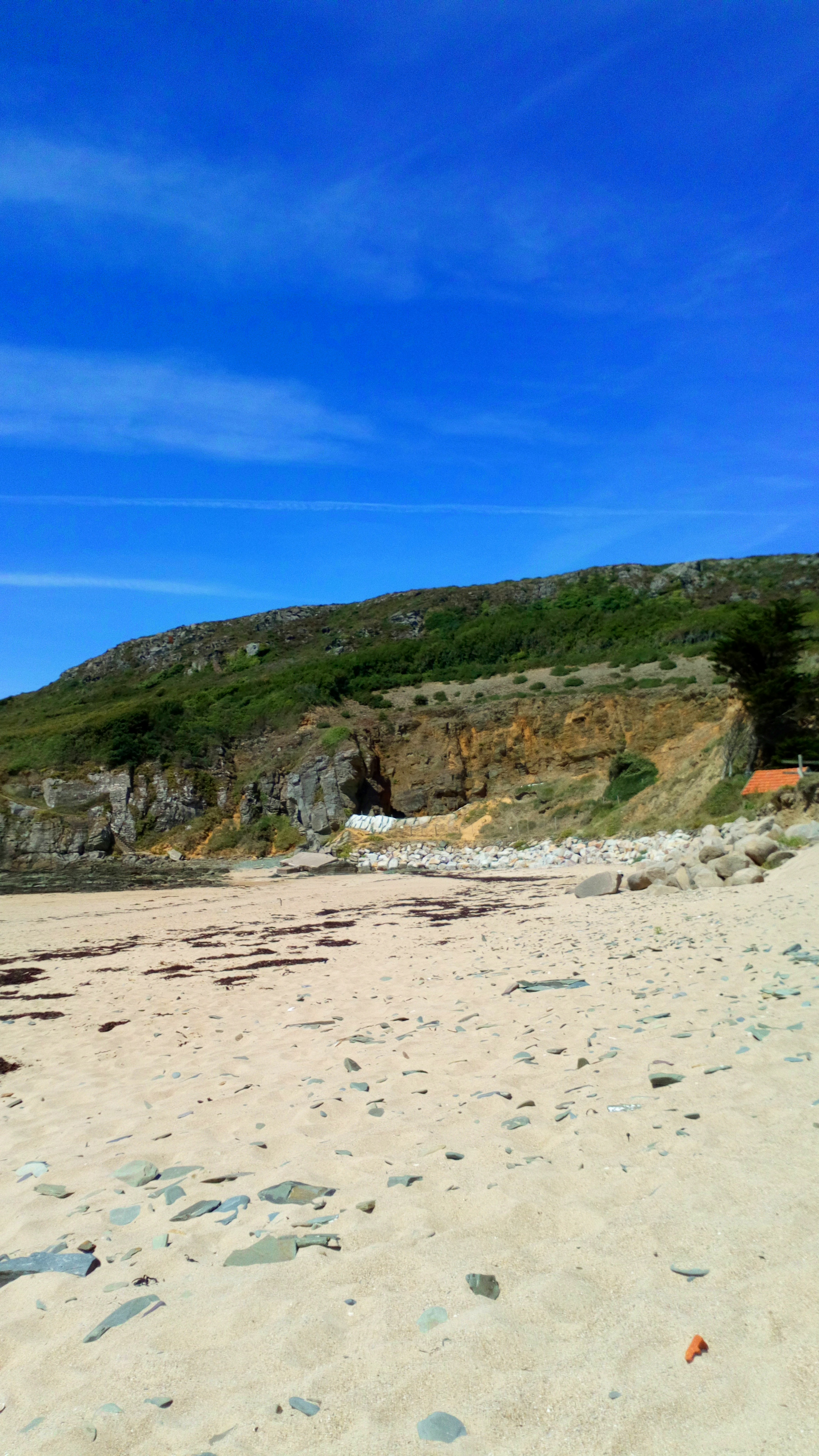
La dune abritant le site, au pied de la pointe du Pou (juillet 2020)

Au bord de la Manche, sur la péninsule du Cotentin, le site préhistorique est incorporé à une dune dont l'affleurement rocheux date du Pléistocène supérieur. Cette dune de la dernière période glaciaire est située dans la commune du Rozel, sur la pointe du Pou, dite aussi pointe du Rozel.

## Historique
Le site est découvert fortuitement par Yves Roupin en 1967 du fait de l'érosion du littoral,. Il a fait l'objet d’un sondage cette même année puis de fouilles de sauvetage menées en 1969 par Frédéric Scuvée[réf. à confirmer]. Ce dernier signe avec Jean Vérague en 1984 une première monographie du site intitulée Paléolithique supérieur en Normandie occidentale : l'abri sous-roche de la Pointe du Rozel (Manche).
De 2006 à 2012, quelque 1 000 mètres carrés du site ont été emportés par l’érosion marine. Du fait de la poursuite de ce phénomène, des fouilles sont programmées trois mois par an depuis 2012,. Elles ont d'abord été menées sur des treillis soudés en métal afin de ne pas abîmer les vestiges. Les sols supérieurs étant très minces et fragiles, ils ont été fouillés avec des pinceaux à maquillage. Les empreintes trouvées sur le site sont d'abord géolocalisées, puis photographiées et dessinées, avant d'être recouvertes d'un enduit, avant de les prélever et de les examiner en laboratoire.
À la suite d'une grande marée qui emporte une partie du gisement archéologique, la décision est prise de placer en contrebas du site un enrochement, qui fait l'objet d'une consolidation peu de temps après. Depuis 2012, les fouilles se déroulent chaque été sous l'égide de Dominique Cliquet, conservateur au service régional de l’archéologie de la DRAC. Y participent une quinzaine de personnes par jour.
Le site paléolithique moyen du Pou fait l'objet d'une inscription au titre des Monuments historiques par arrêté du 5 avril 2023.

## Description

### Préservation et datation
Les différents niveaux d'occupation, constitués de sols végétalisés et de coulées de boue sableuse, ont été préservés par des couches de sable successives apportées par le vent, qui ont fossilisé les vestiges. La préservation exceptionnelle du site est également liée à la nature du sédiment, un sable plus ou moins enrichi en oxydes de fer et de manganèse, et, pour certaines couches, en carbonates. Le site est daté sur sédiment par luminescence optiquement stimulée d'environ 80 000 ans, c'est-à-dire du Paléolithique moyen récent. Dans cette région, le climat est alors frais avec un régime de précipitations parfois soutenues (pluies et neige).

### Des empreintes de pieds et de mains

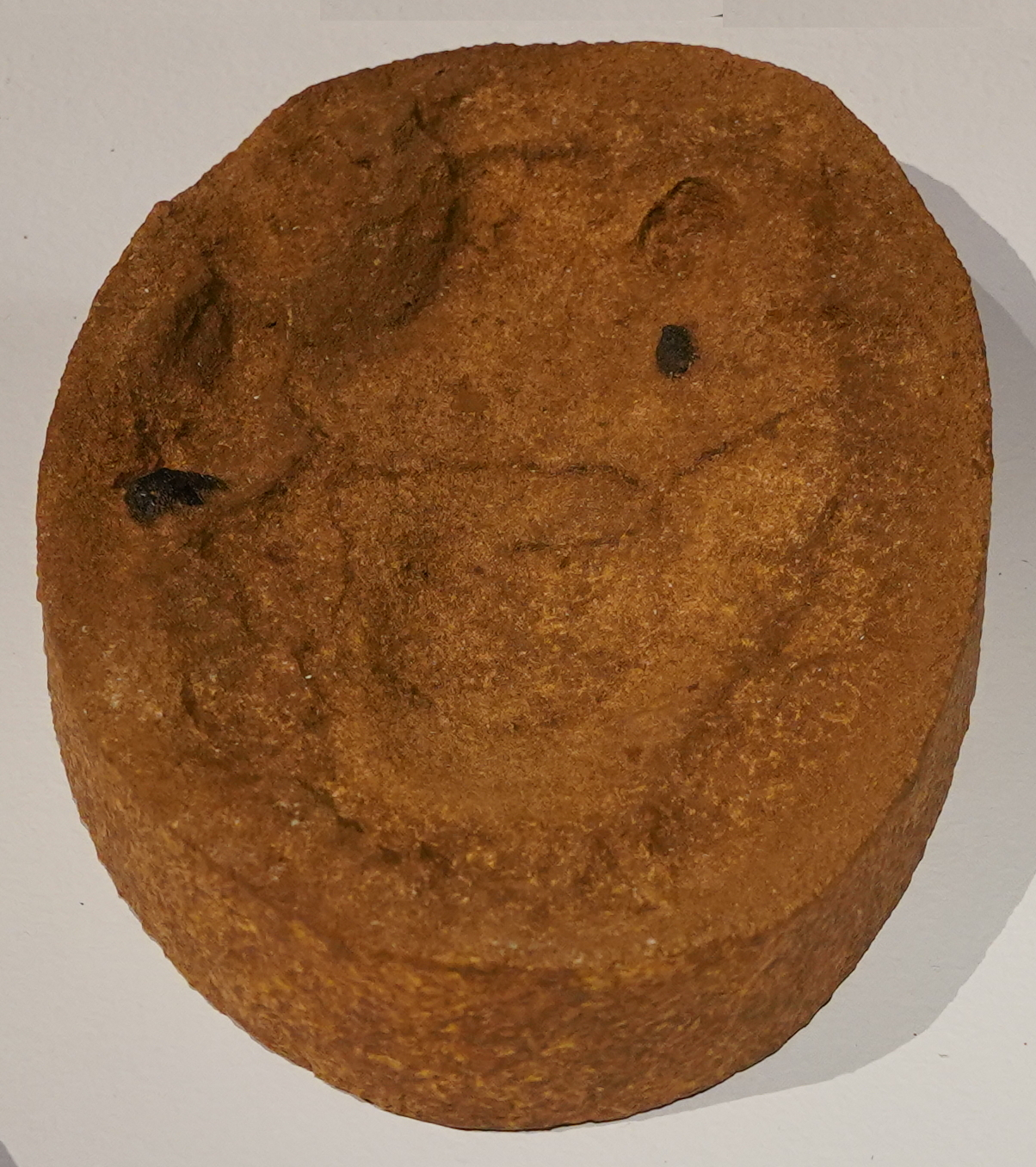
Moulage de main présenté lors de néandertal l'Expo au Musée Saint-Remi de Reims.

Parmi les près de 1 500 empreintes de pied et de main mises au jour sur le site de 2012 à 2017, 257 empreintes de pieds et 8 empreintes de mains ont été analysées. « Il ne s’agit pas de pistes où l’on peut suivre le parcours d’un même individu, mais d’une zone piétinée dans tous les sens », précise Jérémy Duveau, doctorant au Muséum national d’histoire naturelle, qui a consacré au lieu sa thèse en paléoanthropologie,. Les empreintes témoignent de passages récurrents de groupes humains constitués d'adultes, et surtout d'adolescents et d'enfants, dont certains très jeunes. Une empreinte de pied a été attribuée à un enfant de 2 ans. La taille de ces Néandertaliens variait de 66 à 189 centimètres de haut. De nouvelles découvertes en juin 2020 portent à 2 000 le nombre d'empreintes relevées sur le site. Une trentaine d'empreintes de main ont été répertoriées en 2019.

### Des aires de traitement des viandes
Les fouilles ont permis de mettre au jour trois aires de traitement des carcasses animales, véritable boucherie à ciel ouvert, des animaux que la protéomique a permis d'identifier. Des os d'aurochs, de cervidés (cerfs élaphes et mégacéros) et de chevaux, mais également une mâchoire de morse ont été découverts. Certains présentent des traces de découpe laissées par des couteaux en silex, parfois fabriqués sur place comme l'attestent les éclats retrouvés in situ dans des amas de débitage. Les fouilles ont aussi mis au jour une aire de travaux de boucherie avec des foyers, qui devaient servir au fumage de la viande pour la conserver. La viande était déposée sur des plaquettes de schiste extraites de la falaise, pour être fumée sur des feux de bois de pin et d'os spongieux. Les os longs avaient été préalablement brisés, pour en extraire la moëlle, sur des blocs de schiste et de quartz.

### Des plumes d'oiseaux
Des plumes d'oiseaux de grande taille ont également été découvertes dont les stigmates laissent penser qu'il s'agirait de pygargues à queue blanche, appelés aussi grands aigles de mer, une espèce totalement protégée sur le territoire national depuis 1981. Ont été aussi retrouvées des plumes de goélands argentés et de buses variable, dont l'hypothèse émise par Dominique Cliquet est qu'elles étaient utilisés pour la parure.
En tout, grâce aux travaux d’un jeune chercheur de l’Institut royal des Sciences naturelles de Belgique, 25 espèces d’oiseaux ont été recensées, essentiellement des oiseaux migrateurs en transit du cercle polaire en direction du Sahara.

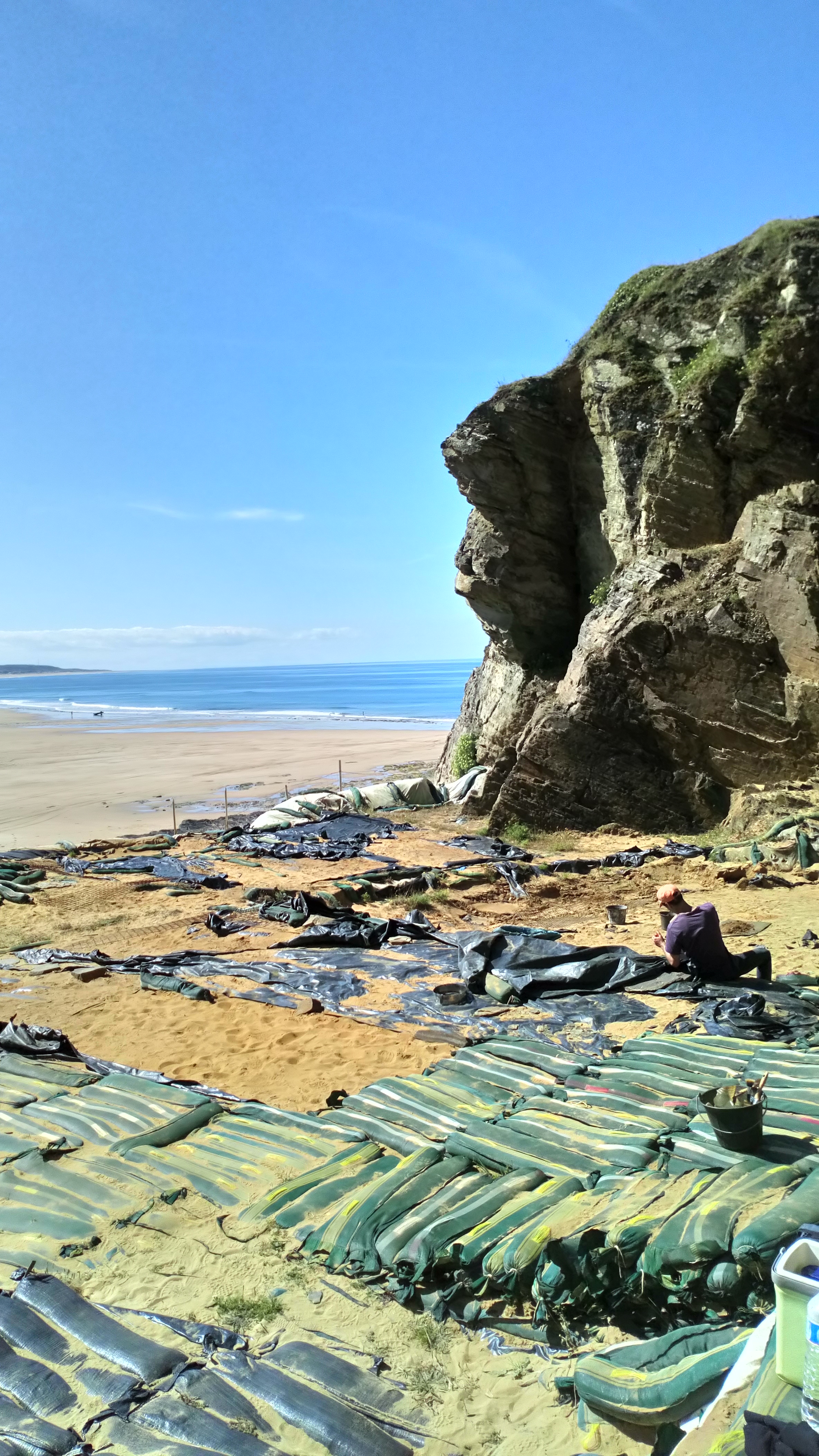
Le chantier de fouilles en 2020.

## Enseignements du site

### Le témoignage d'une industrie lithique
Le site a livré un outillage en silex et en quartz, principalement des éclats Levallois pour les trois niveaux supérieurs ainsi que des lames et des lamelles dans les deux niveaux sous-jacents. Il a notamment été découvert sur une aire de travaux de boucherie des vertèbres en connexion anatomique, et des esquilles osseuses au milieu de fragments de plaques de schiste. L'un des enjeux des fouilles consiste à déterminer la relation entre la position de tout ce matériel archéologique et celle des empreintes.

### La composition d'un groupe néandertalien
D'après les scientifiques, ce site paléolithique est le seul au monde, hormis celui de la grotte d'El Sidrón en Espagne, à offrir des données crédibles sur la composition et la taille d'un groupe social néandertalien,. Aussi il constitue une source riche dans le domaine de la paléoichnologie. Selon les chercheurs, les empreintes auraient été créées par une dizaine d'individus qui occupaient ce site certaines années, entre l'automne et le printemps.
Le site du Rozel apparait comme un conservatoire unique pour la période du Paléolithique moyen. En effet, avant 2019, seules 9 empreintes de pas de Néandertaliens avaient été recensées ailleurs en Europe alors que le site en présente plus de 2000,,. Depuis, d'autres ont été découvertes, comme en 2020 près de Huelva (Espagne), où 87 empreintes de pieds de Néandertaliens ont été mises au jour sur la plage de Matalascañas (es).

### La démarche d'un Néandertalien

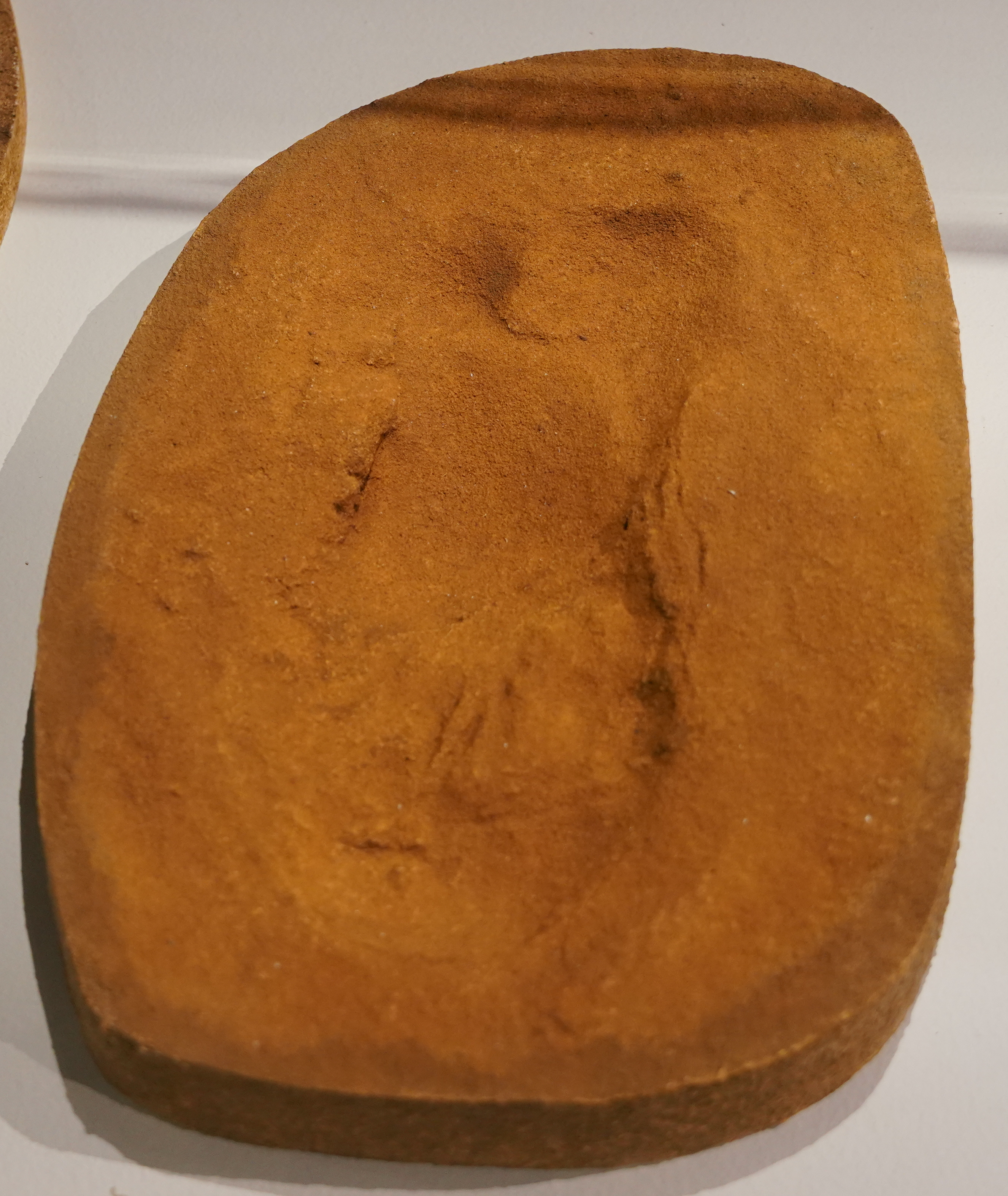
Moulage de pied présenté lors de néandertal l'Expo au Musée Saint-Remi de Reims.

L'analyse de ces empreintes permettra aussi de simuler la marche d'un Néandertalien, d'établir son comportement locomoteur, même s'il est déjà avéré que sa démarche est très proche de celle d'Homo sapiens,.

## Autres sites normands
Les sites moustériens sont relativement nombreux en Normandie : des sites de plein air souvent dégradés et des sites mis au jour sur l'actuel littoral du département de la Manche, mieux conservés. Par ailleurs, plusieurs gisements archéologiques normands plus anciens témoignent d'une production d'outils bifaciaux .

### Ouvrages généraux
- Guy Verron, Préhistoire de la Normandie, 2000  (ISBN 2737327512)
- Dominique Cliquet, Les premiers hommes en Normandie, 2011
- Sandrine Berthelot, Dominique Cliquet, Dans les pas de Néandertal, les premiers hommes en Normandie de 500 000 à 5000 avant notre ère, Catalogue d'exposition du Musée de Normandie, Caen, 27 juin 2015 - 3 janvier 2016, éd. Faton, 2015  (ISBN 9782878442052)
- Marylène Patou-Mathis, Néandertal de A à Z, 2018

### Articles spécialisés
- Dominique Cliquet, Néandertal au Rozel, Association historique de Surtainville, tome 3 s.d. (date ?)
- Cliquet, D., Auguste, P., Coutard, J.-P., Dupret, L., Duveau, J., Garnier, N., Jamet, G., Laisné, G., Marcoux, N., Mercier, N., Ponel, P., Roupin, Y., Sévêque, N., Stoetzel, E., Van Vliet-Lanoë, B., 2018. Le site paléolithique moyen du « Pou » au Rozel (Manche) : des aires de travaux spécialisés et des habitats vieux d’environ 80 000 ans. Un premier bilan, Journées archéologiques de Normandie, Rouen, 30 septembre - 1er octobre 2016. Presses universitaires de Rouen-Le Havre, 2018 : 13-35.
- Dominique Cliquet, « Quand les Néandertaliens vivaient au Rozel, il y a 110 000 ans », Archéologie en Basse-Normandie, no 1,‎ décembre 2012 (lire en ligne [PDF])
- Brigitte Van Vliet-Lanoë, Dominique Cliquet, Patrick Auguste, Elise Folz, David A Keen,  Jean-Luc Schwenninger, Norbert Mercier, Philippe Alix, Yves Roupin, Murielle Meurisse et Hélène Seignac, L'abri sous-roche du Rozel (France, Manche) : un habitat de la phase récente du Paléolithique moyen dans son contexte géomorphologique, Quaternaire, 17, 3, 2006, p. 207–258.
- Marylène Carre, « Dans les pas de Néandertal », dans Incroyables découvertes archéologiques, Ouest France, 2018, 96 p., illustré, p. 16-17
- (en) Mercier, N., Martin, L., Kreutzer, S., Moineau, V., Cliquet, D., 2019, Dating the palaeolithic footprints of ‘Le Rozel’ (Normandy, France), Quaternary Geochronology, 19, 2019, p. 271-277

### Articles anciens
- Jean Dastugue, Le Rozel - Plage, Chroniques Gallia Préhistoire, Circonscription de haute et basse Normandie, volume 12 (2), 1969, p. 427
- Jean Dastugue, Le Rozel - Plage, Chroniques Gallia Préhistoire, Circonscription de haute et basse Normandie, volume 14 (2), 1971, p. 427
- Frédéric Scuvée et Jean Vérague, Paléolithique supérieur en Normandie occidentale : l'abri sous roche de la pointe du Rozel (Manche), Cherbourg, 1984

### Audiovisuel
- | Audio externe |                                                                                                                                                 |
|               | Il y a 110 000 ans, ils ont marché sur la dune, Émission Le Salon noir du 6 février 2016 sur France Culture, avec Dominique Cliquet, 30 minutes |